# Mismatch (pallacanestro)
Il mismatch è, nella pallacanestro, la situazione in cui un giocatore della squadra attaccante affronta singolarmente un avversario trovandosi in condizione di vantaggio rispetto ad esso.

## Tattica
All'insorgere del mismatch possono contribuire i movimenti degli atleti in campo, per esempio l'avanzare di una guardia tiratrice oppure l'arretramento del pivot, volti a creare "buchi" difensivi e spazi in cui ricercare superiorità numerica: dal punto di vista tattico, un mismatch risulta facilmente applicabile contro schieramenti che prevedano la difesa «a uomo» piuttosto che «a zona».
Il pieno sfruttamento del mismatch, tramite per esempio la riuscita del dribbling, può consentire alla squadra in attacco di giungere più facilmente al tiro.